# Platyarthron bilineatum
Platyarthron bilineatum är en skalbaggsart som beskrevs av Guérin-Méneville 1844. Platyarthron bilineatum ingår i släktet Platyarthron och familjen långhorningar.
Artens utbredningsområde är Honduras. Inga underarter finns listade i Catalogue of Life.